# 4-я Новокузьминская улица
Четвёртая Новокузьми́нская у́лица (название утверждено 20 мая 1964 года) — улица в Рязанском районе Юго-Восточного административного округа Москвы, начинается от улицы Академика Скрябина. Улица не имеет сквозного проезда.

## История
Улица возникла в 1938 году при строительстве в этом районе посёлка Ново-Кузьминки. Первоначально имела название 2-я Зелёная улица. Современное название улица получила 20 мая 1964 года, для устранения одноимённости с другими улицами иных поселений, вошедших в состав Москвы в 1960 году. Название дано в память о бывшем подмосковном посёлке Ново-Кузьминки, в окрестностях которого расположены бывшее село и усадьба Кузьминки.

## Здания и сооружения
По нечётной стороне:
- № 3 — школа N912

По чётной стороне:
- № 12 — детский сад, магазин «Рязанка-60»

## Транспорт
- Станции метро:  Рязанский проспект,  Окская.